# یاراچوو (شهرستان یاروچین)
یاراچوو (به لاتین: Jaraczewo) یک روستا در لهستان است که در گمینا یاراچوو واقع شده‌است.
 یاراچوو  ۱٬۳۹۲ نفر جمعیت دارد.